# Бењекур
Бењекур (фр. Begnécourt) је насељено место у Француској у региону Лорена, у департману Вогези.
По подацима из 2011. године у општини је живело 172 становника, а густина насељености је износила 37,64 становника/km².

## Демографија
| 1962. | 1968. | 1975. | 1982. | 1990. | 2011. |
| ----- | ----- | ----- | ----- | ----- | ----- |
| 156   | 137   | 124   | 120   | 123   | 172   |